# Milutin Šoškić
Milutin Šoškić (ur. 31 grudnia 1937 w Peciu, zm. 27 sierpnia 2022) – serbski piłkarz grający na pozycji bramkarza. Zaliczył 50 występów w reprezentacji Jugosławii.